# Шеметов, Сергей Сергеевич (боец смешанных единоборств)
Сергей Сергеевич Шеметов (род. 14 декабря 1983) — российский боец смешанных единоборств. Выступает в японской организации RIZIN. Мастер спорта международного класса по Тайскому боксу, мастер спорта по панкратиону, мастер спорта по армейскому рукопашному бою. Многократный чемпион России, Европы и мира по смешанным единоборствам в Нидерландах, Японии, Латвии, и США. Выступает под прозвищем «The Siberian».

## Биография
Родился 14 декабря 1983 года в Омске. Учился в школе № 33 до 9-го класса. Получил среднее образование в школе № 144. В 2024 году был взят Академический отпуск  за неуспеваемость из Сибирского государственного университета физической культуры и спорта, где обучался на факультете «физическая культура» профиль «Спортивная подготовка в избранном виде спорта» единоборства. 2025 году продолжил обучение  в Сибирском государственном университете физической культуры и спорта  на факультете «Физическая культура» профиль «Спортивная подготовка в избранном виде спорта» единоборства , до этого прошёл в 2024 году обучение  в дополнительном образование  в Омском филиале Российской академии народного хозяйства и государственной службы при Президенте РФ  РАНХиГС  по специальности «Государственное и муниципальное управление» ,так же прошёл обучение в Институте профессионального образования по программе «Специалист Государственного и муниципального управления »  в объёме 684 часа в г.Москва,в этом же институте прошёл обучение по программе «Управление регионом» 

### Спортивная деятельность
Активно заниматься спортом начал ещё в возрасте шести лет. В семь лет записался в секцию дзюдо ДЮСШ-17 и спустя год тренировок получил первую в своей спортивной карьере награду, выиграл золотую медаль на первенстве города по рукопашному бою в весовой категории до 42 кг. В шестнадцать лет провел первый профессиональный бой, в КРЦ «Арбат» тренировался под руководством Репина Д. Н., Черемушкина А. В., Шпак Ю. В.
Являлся капитаном сборной Омской области по армейскому рукопашному бою и панкратиону. После начал осваивать технику тайского бокса под руководством Кудринского О. В. Стал чемпионом России по в г. Ростов-на-Дону (2002) и вошёл в состав сборной России по для участие в Чемпионате мира в г. Бангкоке.
К шестнадцати годам получил звание «Мастер спорта России» по армейскому рукопашному бою и мастера спорта международного класса по тайскому боксу.
Возглавляет находящуюся в Омске Академия единоборств братьев Шеметовых. Является тренером по ММА, выступает в смешанных единоборствах.
Уезжал жить во Францию и Голландию в 23 года — там тренировал и выступал в профессиональных поединках по ММА и в разделе К-1 Rules, позже вернулся в Россию, чуть позже улетели в США вместе с братом и там тренировались и выступали в профессиональных командах ММА .
Выступает под флагом Российской Федерации.

## Титулы и достижения
- Чемпион России по версии WFC (2000), (2003), (2004)
- Победитель профессиональных боёв по версии WBKF (2000), (2001), (2002), (2003), (2004), (2005), (2006)
- Обладатель кубка мира по Pancrase (2001)
- Чемпион России по тайскому боксу (2002)
- Чемпион России по смешанному стилю (2002)
- Чемпион России по кикбоксингу (2003)
- Победитель профессиональных боёв по профессиональному Kumite (2003)
- Победитель профессиональных боёв по Фри-файту, Нидерланды (2004)
- Чемпион боев по ММА, Испания (2005)
- Победитель профессиональных боёв по версии DRAKA, Латвия (2005)
- Победитель профессиональных боёв по версии IKN, ОАЭ (2005)
- Победитель встреч среди профессионалов ММА, Япония (2006), (MARS)
- Победитель турнира К1 — Rules, All Stars, Франция, Хиерес (2008)
- Победитель профессиональных боев в Нидерландах (2008) ММА (KOE — TOUGH IS NOT ENOUGHK.O. EventsAHOY, ROTTERDAM, HOLLAND, NETHERLANDS)
- Финалист Боя с Джефом Монсоном (2011) г. Израиль (IFC)
- Финалист Боя с Гилбертом Айвелом (2011) г. Голандия, амстердам арена
- Обладатетель Кубка евраоазиатских чемпионов по смешанным единоборствам
- Многократный чемпион мира, Европы и России по К-1 rules

## Дополнительная информация
- Президент РОО «Федерация кунг-фу» Омской области.
- Президент ОРО «Фонд поддержки и развития единоборств и боевых искусств братьев Шеметовых».
- Руководитель академии единоборств и боевых искусств братьев Шеметовых.

## Статистика боёв

### Статистика в ММА
| Число боёв | Победы | Поражения |
| ---------- | ------ | --------- |
| 19         | 11     | 8         |

### Статистика в кикбоксинге
| Число боёв | Победы | Поражения |
| ---------- | ------ | --------- |
| 84         | 72     | 12        |

## Критика
По данным изданий «Спорт-Экспресс» и «Матч ТВ» Шеметов был уличён в махинациях со статистикой боёв. Так в статистику на сайтах Sherdog и Tapology были занесены пять боёв с победами Шеметова на турнирах в Москве, Новокузнецке и Индии, которых никогда не было. Кроме того, некоторые старые победы были выданы за новые и в других квалификациях. Так Шеметов внёс в свою ММА-статистику реальную победу над Абделкадера Лахмизи, но она была не в 2015 году, а в 2008-м, не в Новокузнецке, а во Франции и не в ММА, а в кикбоксинге. Таким образом, до начала махинаций статистика Сергея Шеметова была 3 победы и 6 поражений, а после стала 8 побед и 6 поражений. Аналогичные махинации были выявлены журналистами спортивных изданий и у брата, Виталия Шеметова.
В 2014 году Федор Емельяненко посетил Омск, при этом заслугу по приглашению спортсмена приписал себе «Фонд поддержки и развития единоборств братьев Шеметовых». Сам Емельяненко, комментируя это заявил что «понятия не имею, кто эти ребята и чего они добились в спорте».

## Общественная деятельность
С 8 декабря 2006 года Сергей вступил в партию «Единая Россия». Организовывает физкультурно-оздоровительные мероприятия для детей и взрослых на базе «Академии единоборств им. Братьев Шеметовых»
В середине 2016 года от партии «Единая Россия», планировал выдвинуться кандидатом в Законодательное собрание Омской области 2016 года. Участвовал в переговорах с председателями Партии, с Мэром и Губернатором Омской области .
Награждён благодарственным письмом Министерством по делам молодежи и Физической культуры и спорта Омской  области за значительный вклад в развитие единоборств в Омской области.
Награждён дипломом Правительства Омской области за развитие гражданских инициатив и реализацию общественно значимых мероприятий на территории Омской области в сфере пропаганды здорового образа жизни.
Участник Всероссийского конкурса «Лидеры России.Политика» 2024-2025 ,отчёт участника 8454126590.